# Janzé
Janzé ist eine französische Gemeinde mit 8618 Einwohnern (Stand: 1. Januar 2022) im Département Ille-et-Vilaine in der Region Bretagne. Sie gehört zum Arrondissement Fougères-Vitré und das Bureau centralisateur des gleichnamigen Kantons befindet sich in Janzé. Die Einwohner werden Janzéen(ne)s genannt.

## Geographie
In Janzé entspringt die Ise, die nach 30 Kilometern bei Noyal-Châtillon-sur-Seiche in die Seiche mündet. Umgeben wird Janzé von den Nachbargemeinden Amanlis im Norden, Piré-Chancé mit Piré-sur-Seiche im Nordosten, Essé im Osten, Sainte-Colombe und Le Theil-de-Bretagne im Südosten, Tresbœuf und La Couyère im Süden, Saulnières im Südwesten, Brie im Westen und Corps-Nuds im Nordwesten.
Durch die Gemeinde führt die frühere Route nationale 777, der Ort hat einen Bahnhof an der Bahnstrecke Châteaubriant–Rennes.

## Bevölkerungsentwicklung
| Jahr      | 1962 | 1968 | 1975 | 1982 | 1990 | 1999 | 2006 | 2017 |
| Einwohner | 3948 | 4.58 | 4248 | 4327 | 4500 | 5364 | 7571 | 8279 |

## Sehenswürdigkeiten
- Menhire: auf dem Champ-de-la-Pierre (Pierre-aux-Fées (Janzé), dt. Feenstein), ist seit 1963 als Monument historique klassifiziert und der Menhir de la Lande des Bouillons liegt im Kreisverkehr des „Boulevard Jean Charcot“.
- Kirche Saint-Martin aus dem 19. Jahrhundert
- Rathaus
- Schloss La Jaroussaye aus dem 19. Jahrhundert
- Schloss La Tullaye, errichtet anstelle der früheren Burg von 1360
- Schloss Tartoul, vermutlich aus der ersten Hälfte des 19. Jahrhunderts

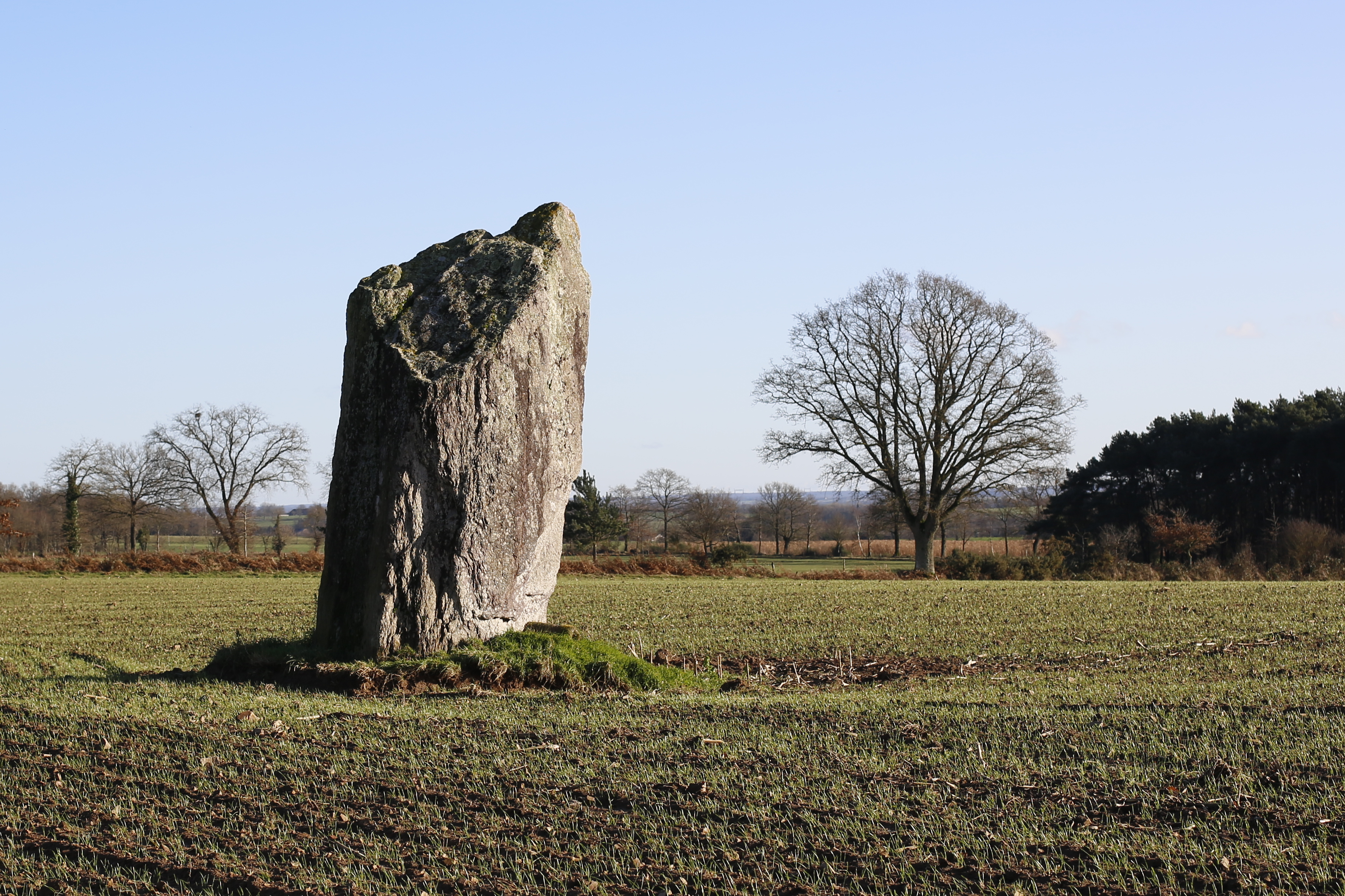
Der abgebrochene Menhir Pierre aux Fées auf dem Champ-de-la-Pierre
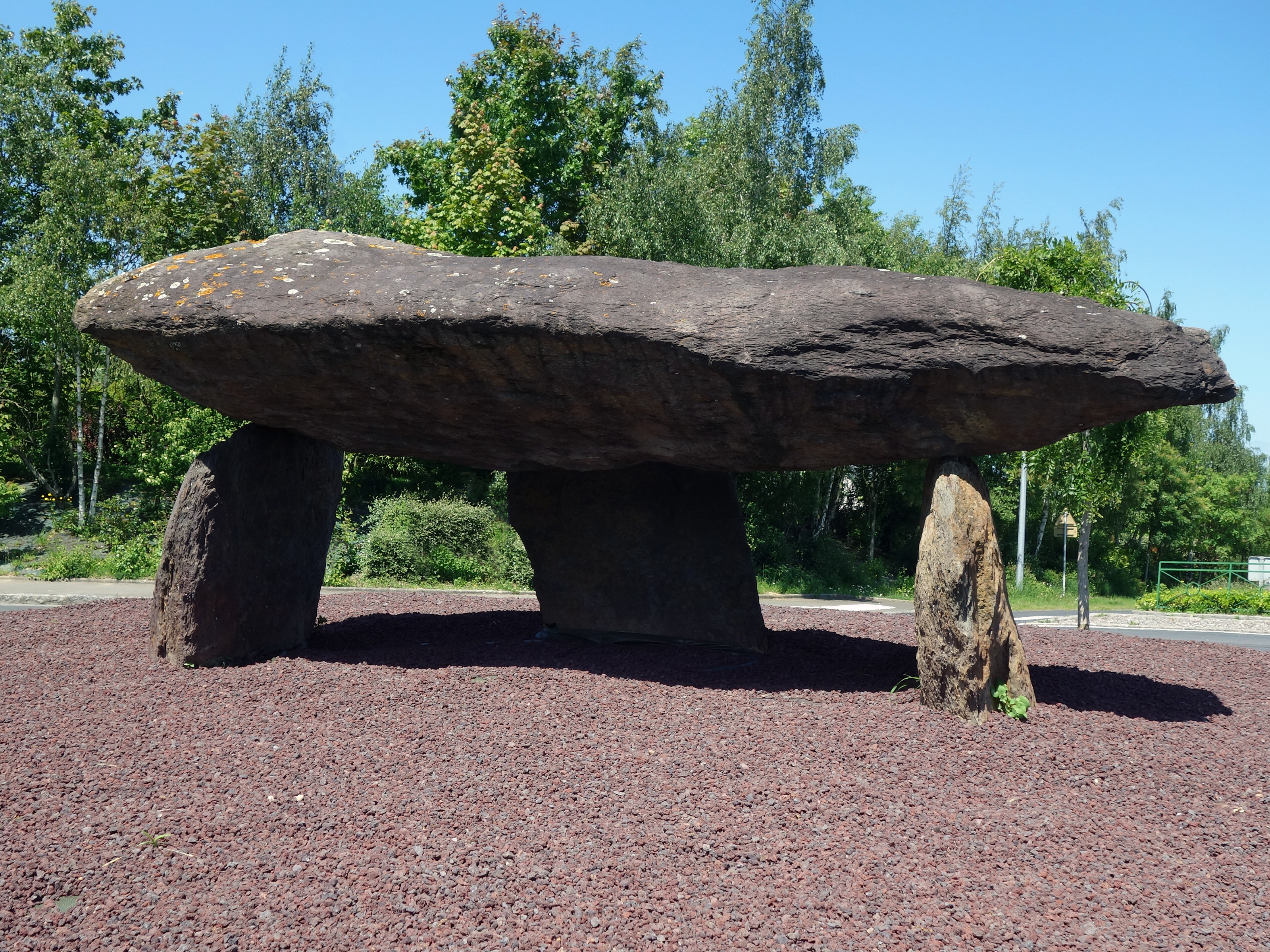
Menhir de la Lande des Bouillons
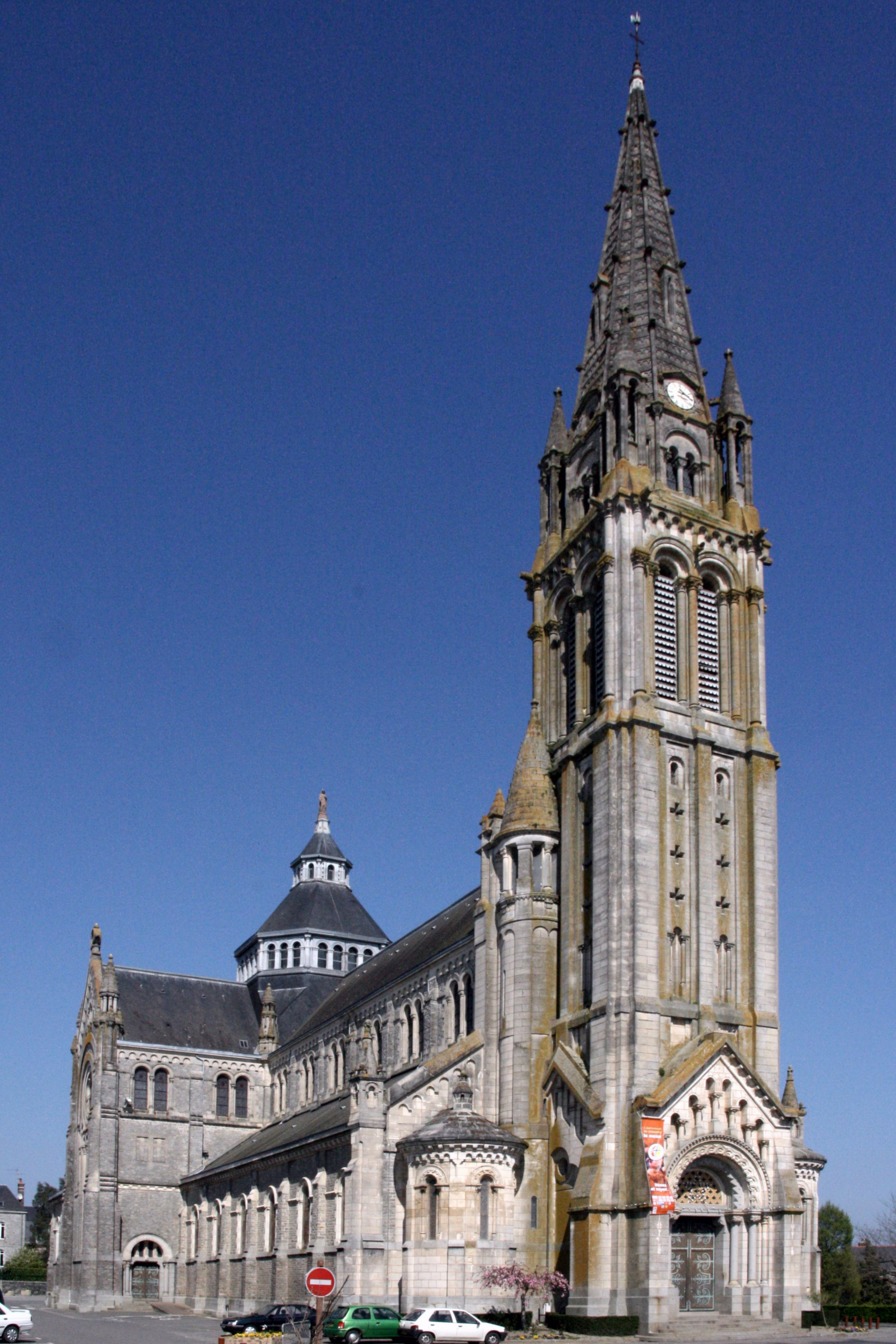
Kirche Saint-Martin

Siehe auch: Liste der Monuments historiques in Janzé

## Persönlichkeiten
- Pierre-Aristide Bréal (1905–1990), Dramatiker und Szenarist
- Jean Jouzel (* 1947), Klimatologe